# Tomás Renovales
Tomas Renovales Goicolea (Arcenales, España 1787 - ¿España? después de 1835) Oficial del ejército Real Español durante la Guerra de Independencia de Venezuela. Perpetró el intento de asesinato contra el Libertador Simón Bolívar.

## En España
Hay versiones de historiadores venezolanos sobre que Tomas de Renovales era natural de Calabozo, Estado Guárico. Esto se debe a una confusión con su hijo Tomás, producto del matrimonio con doña Nicolasa de la Concepción Fernández y García el 8 de octubre de 1821. Ella era criolla natural de Calabozo, Estado Guárico, Venezuela. Tomás de Renovales era natural de Arcentales, Vizcaya. Su partida de bautizo data del 5 de febrero de 1787, ceremonia que tuvo lugar en la iglesia de Nuestra Señora de Santa María de Traslaviña y fue oficiada por el cura Don Manuel Antonio de Villanueba que certifica que "bauticé solemnemente y di los Santos Óleos a un niño que nació a las once de la noche antecedente según declaró su padre, puse le por nombre Don Tomás es hijo legítimo de Don Joaquín de Renovales y Doña Juana de Goicolea". En el año de 1808 Tomás de Renovales y Goicolea inicia bajo el servicio de la corona española participando en los dos sitios de Zaragoza y sirviendo bajo el mando de su tío Mariano de Renovales y Rebollar. Obtiene el rango de cadete el 15 de diciembre de 1808. Al capitular Zaragoza en febrero de 1809 son ambos conducidos a Francia como prisioneros, sin embargo son liberados por el roncalés Fermín Gambra a la altura de Caparroso, antes de llegar a Pamplona. Los hermanos Pedro Francisco y Sebastian Gambra también sirvieron bajo el mando de Mariano de Renovales y los roncaleses salieron en su búsqueda. Tomás de Renovales sirvió 6 meses en los valles de Roncal, Navarra, bajo el mando del brigadier Mariano de Renovales organizando la resistencia armada a las fuerzas de Napoleón acuarteladas en Pamplona. En el año de 1815, era Capitán Graduado y se embarca como voluntario en Cádiz, España, para viajar en dirección a los dominios de España en América bajo el mando del ejército expedicionario a la orden del general Pablo Morillo con el objetivo de sofocar el movimiento de rebelión.

## En Venezuela
Al llegar a Venezuela, pisó territorio en la Isla de Margarita. En territorio venezolano forma parte en las acciones de Santa Rosa (1815), Santa María de Ipire, El Pilar y Píritu (1816). En 1817 es asignado al Estado Mayor de la columna que operaba en la provincia de Barcelona por parte del general Salvador de Moxo. Participó en 1818 en la batalla de Calabozo y en otras acciones de Campaña en el Centro del territorio venezolano.
Para abril del mismo año por parte del coronel Rafael López, le es asignada orden de ejecutar un "Golpe de Mano" para la noche del 17 de abril contra el Cuartel General Republicano que en el momento se encontraba ubicado en una zona llamada Rincón de los Toros, a 15 km al sur de San José de Tiznados, Estado Guárico. El objetivo de la misión se supone era asesinar al General Republicano Simón Bolívar. Junto con un grupo de 8 soldados, Renovales bajo una argucia se hizo con el santo y seña de los centinelas al capturar a un sirviente del capellán venezolano Esteban Prado el cual les proporciona junto con ello información muy útil para acercarse ea las líneas patriotas. Bajo el simulo de ser una patrulla de regreso, confundió al coronel Francisco de Paula Santander, y este pidió ser conducido a la tienda de Bolívar para dar informe de movimientos realistas en la zona y al llegar donde se suponía se hallaba el General Republicano, dio orden a sus soldados de disparar con sus fusiles hacia el sitio donde según se encontraba el Libertador. Bolívar logra salir ileso por milagro al encontrarse en ese momento en otra tienda pero su hamaca fue perforada por varios disparos. De este atentado murieron el coronel Galindo y el capellán de Bolívar, algunos oficiales republicanos junto con otros que resultaron heridos. Bajo la confusión de lo que ocurría, fue cuando aprovechó el ejército realista para atacar el campamento republicano.
Después del fallido intento de asesinato en contra del Libertador, Renovales participó en numerosas acciones de guerra a las órdenes del mariscal, gobernador y capitán general de Venezuela Miguel de la Torre, incluida la batalla de Carabobo en 1821.

## En Puerto Rico
Para el año 1822 fue transferido a la isla de Puerto Rico y el 19 de abril de 1823 fue nombrado comandante en jefe del departamento militar del sur de esta isla, por el gobernador y capitán general Miguel de la Torre. Permaneció en esta isla hasta 1832.
Su hoja de servicios militar marcada hasta 1835 da inicio en Húsares de Aragón de Caballería, y finaliza con el Idm. por el doble tiempo que le corresponde de la Campaña de Costa Firme declarada por Real Orden de 30 de abril de 1815, registrando su ascenso al grado de coronel y su permanencia en el ejército español durante 45 años, 4 meses y 24 días.